# Estación Alto da Boa Vista
Estación Alto da Boa Vista es una estación del metro de la ciudad brasileña de São Paulo. Pertenece a la Línea 5 - Lila, que actualmente se encuentra en expansión, es parte del de expansión de la línea hasta la estación Chácara Klabin de la Línea 2 - Verde el 28 de septiembre de 2018.
La estación está situada en el punto final de la Avenida Santo Amaro y comienzo de la calle Dr Antônio Bento en el barrio Alto da Boa Vista.

## Tabla
| Sigla | Estación          | Inauguración            | Capacidad     | Integración              | Plataformas | Posición    | Comentarios      |
| ----- | ----------------- | ----------------------- | ------------- | ------------------------ | ----------- | ----------- | ---------------- |
| ABA   | Alto da Boa Vista | 6 de septiembre de 2017 | No confirmada | Bilhete Único de SPTrans | N/D         | Subterránea | Obras terminadas |